# Traugott Hirschberger

Traugott Hirschberger

Traugott Hirschberger (* 15. März 1811 in Lampersdorf, Kreis Frankenstein, Provinz Schlesien; † 13. Februar 1897 in Lübbenau) war Müller und Mitglied des Deutschen Reichstags.

## Leben
Hirschberger erlernte nach vollendetem Besuch der Volksschule das Müllerhandwerk in Verbindung mit dem Mühlbau. In seinen Wanderjahren kam er nach Lübbenau im Spreewald und fand beim dortigen Stadtmüller eine Anstellung als Müllergeselle. Nach dessen Tod heiratete er 1838 er die Müllerswitwe und erbte nach deren Tod die Mühle. In Lübbenau war er in vielen Vereinen, u. a. dem Fortbildungsverein, dem Männerturnverein und dem Bankverein, aktiv. 1875 gründete er eine Fortbildungsschule, wo er auch selbst unterrichtete. Heute ist die 1. Grundschule in Lübbenau nach ihm benannt.
Von 1861 bis 1866 war er Mitglied des Preußischen Abgeordnetenhauses und von 1881 bis 1884 des Deutschen Reichstags für den Wahlkreis Regierungsbezirk Frankfurt 9 Cottbus, Spremberg und die Deutsche Fortschrittspartei.